# Variaties en fuga op een thema van Johann Kuhnau
Variaties en fuga op een thema van Johann Kuhnau, soms ook Kuhnauvariaties genoemd is een compositie van Hendrik Andriessen uit 1935. Het is zijn enige werk voor strijkorkest.
Andriessen pakte de melodie op toen zijn dochter aan de piano een werk, Partita nr. 6 uit Neuer-Clavier-Übung uit 1692, van Johann Kuhnau studeerde. De componist vond een fragment waaromheen hij zijn compositie kon schrijven. Het is een werk in het genre thema en variaties. Andriessen had echter daarvoor een andere standaard. Hij vertaalde het thema van Kuhnau naar modernere klassieke muziek. Hij paste onder meer parallelle kwinten toe. Dat geeft het werk een serene klank. Er zijn vijf variaties afgesloten met een fuga: 1. Thema moderato, 2. Grazisoso ma tranquillo, 3. Allegro con spirito, 4. Molto moderato e espressivo, 5. Sostenuto e espressivo, 6. Grave e passionato en 7. Allegretto con eleganza.
Het werk wordt heden ten dage nog steeds uitgevoerd. Het Limburgs Symfonie Orkest had het in 2009 nog op de lessenaar staan in een drietal concerten, samen met de Kindertotenlieder van Gustav Mahler. Gedurende de Tweede Wereldoorlog was het nergens te horen. Andriessen had zich niet aangesloten bij de Kultuurkamer en liet zijn afkeuring van het Hitlerregime blijken. Een ban van zijn werk, naast tijdelijke opsluiting van hemzelf, was het gevolg.
Het werk is geschreven voor het Utrechtsch Studenten Concert, dat in 1935 zijn lustrum vierde. De dirigent was toen Bert van Lier, aan wie het werk ook is opgedragen.

## Orkestratie
Strijkorkest: viool 1 en 2, altviool, cello, contrabas

## Discografie
- Uitgave Et'cetera: Radio Philharmonisch Orkest o.l.v. Jaap van Zweden in een opname van mei 2005
- Uitgave Challenge Classics: Residentie Orkest o.l.v. Willem van Otterloo in een opname uit 1952